# Leon Michał Kuczyński
Leon Michał Kuczyński herbu Ślepowron (zm. przed 27 grudnia 1777) – podkomorzy drohicki w latach 1765-1777, stolnik mielnicki w latach 1739–1765, starosta żurobicki, chorąży chorągwi husarskiej w Pułku Hetmana Wielkiego Koronnego w 1760 roku. 

## Życiorys
Syn Wiktoryna. Poseł ziemi drohickiej na sejm 1744 roku. Poseł na sejm 1748 roku z ziemi mielnickiej.  Poseł województwa podlaskiego na sejm konwokacyjny 1764 roku. Konsyliarz konfederacji Czartoryskich w 1764 roku. Poseł na sejm 1766 roku z ziemi drohickiej. Z małżeństwa z Małgorzatą Kossakowski miał:  Feliksa, Stefana, Kajetana, Konstancję i Mariannę.